# Scelolophia borrigaria
Scelolophia borrigaria là một loài bướm đêm trong họ Geometridae.